# Oude Nicolaaskerk (Frankfurt)
De Oude Nicolaaskerk (Duits: Alte Nikolaikirche) is een protestantse kerk in centrum van Frankfurt am Main aan de zuidkant van het Römerbergplein. De kerk draagt het patrocinium van Sint-Nicolaas, schutspatroon van de vissers.

## Geschiedenis
De kerk werd in de 12e eeuw als hofkapel van een staufische koningsburcht gebouwd. In het begin van de 14e eeuw werd in de onmiddellijke nabijheid van de Nicolaaskerk het raadshuis gebouwd. Vanaf dat moment oefende de raad een grote invloed uit op de kerk. Er vonden in de loop van de tijd een aantal grote verbouwingen plaats. De toren werd verhoogd, er verrees een hoog zadeldak, de kerk kreeg hoektorentjes en het gebouw werd versierd met gotisch maaswerk. Uiteindelijk kreeg de kerk in de 15e eeuw haar huidige vorm.
In 1530 werden tijdens de doorvoering van de reformatie in Frankfurt alle katholieke missen afgeschaft. Na verwijdering van de altaren werd de Oude Nicolaaskerk gesloten voor de eredienst. Ook na invoering van Interim van Augsburg in 1548, dat de teruggave van de dom van Frankfurt en de stiftskerken aan de katholieken betekende, werd de kerk niet meer voor erediensten opengesteld. In plaats daarvan werd de kerk voor een periode van 150 jaar verpacht en als archief gebruikt door het Frankfurter stadsgerecht. Tijdens handelsbeurzen deed het gebouw tevens dienst als pakhuis. In 1719 werd de pachtovereenkomst beëindigd en na een restauratie opnieuw ingewijd. Sinds 1721 werd de kerk door de protestanten gebruikt, eerst nog als garnizoenskerk voor militairen en voor een weeshuis. In 1805 dreigde afbraak van het inmiddels bouwvallig geworden kerkgebouw, dat plaats zou moeten maken voor een classicistisch handelshuis. Geldgebrek voor de nieuwbouw zorgde ervoor dat de afbraakplannen niet werden uitgevoerd. Pas in 1838 werd de kerk grondig gerenoveerd en twee jaar later, in 1840, werd de kerk overgenomen door de stad Frankfurt. Sindsdien is de stad verantwoordelijk voor het onderhoud van het kerkgebouw.
Tijdens de Tweede Wereldoorlog behoorde de Oude Nicolaaskerk tot de zeer weinige historische gebouwen van de binnenstad, die zonder grote verwoestingen de geallieerde bombardementen wisten te doorstaan. In oktober 1943 brandde bij de eerste grote luchtaanval op Frankfurt het dak af, maar de gewelven van de kerk hielden stand, zodat het interieur van de kerk nagenoeg onbeschadigd bleef. Overigens waren veel voorwerpen reeds zekerheidshalve uit de kerk gehaald en waren er voor belangrijke bouwonderdelen beschermingsmaatregelen getroffen. Slechts het 19e-eeuwse orgel van de kerk was door de inwerking van het oorlogsgeweld na de oorlog niet meer bruikbaar. Het herstel van de kerk, dat in de zomer van 1947 begon, kon al in december 1948 worden afgesloten.
Als gevolg van de vernietiging van de binnenstad van Frankfurt was het bevolkingstal na de oorlog sterk geslonken. De uitgebrande Pauluskerk was als kerkgebouw niet meer bruikbaar en bovendien overbodig geworden. Daarom kreeg de gemeente van de Sint-Pauluskerk in 1949 de Oude Nicolaaskerk toegewezen. Bij de plechtigheden rond de overdracht en inwijding van de kerk preekte de bekende Duitse theoloog en verzetsstrijder Martin Niemöller.

## Inrichting
- Tot de inrichting behoort een Man van Smarten uit 1370, waarvan het origineel zich in het museum bevindt.
- De kerk heeft enkele grote 14e-eeuwse epitafen die oorspronkelijk afkomstig zijn uit de in 1840 afgebroken Heilige Geestkerk.
- Het orgel van de Oude Nicolaaskerk werd in 1992 gebouwd door de orgelbouwer Oberlinger uit Windesheim.

## Klokken
In de Eerste Wereldoorlog werden de klokken uit de toren getakeld ten behoeve van de oorlogsindustrie. Een klok uit 1723 werd overgedragen aan het Historisch Museum. De vervangende klokken uit 1924 werden op hun beurt in de Tweede Wereldoorlog eveneens omgesmolten. Een oude klok uit 1586 belandde op het klokkenkerkhof, maar keerde na de oorlog terug en kreeg vervolgens een plaats in een kelder van het Historisch Museum waar ook nog de klok uit 1723 lag. Tijdens een inbraak in maart 1972 werden deze klokken uit de onbeveiligde ruimte gestolen.
De kerk kreeg in 1956 vier nieuwe klokken die wegens de slanke toren relatief klein zijn. Naast deze klokken bezit de kerk een carillon met 48 klokken dat afwisselend een kerklied en een volkslied speelt.

## Afbeeldingen

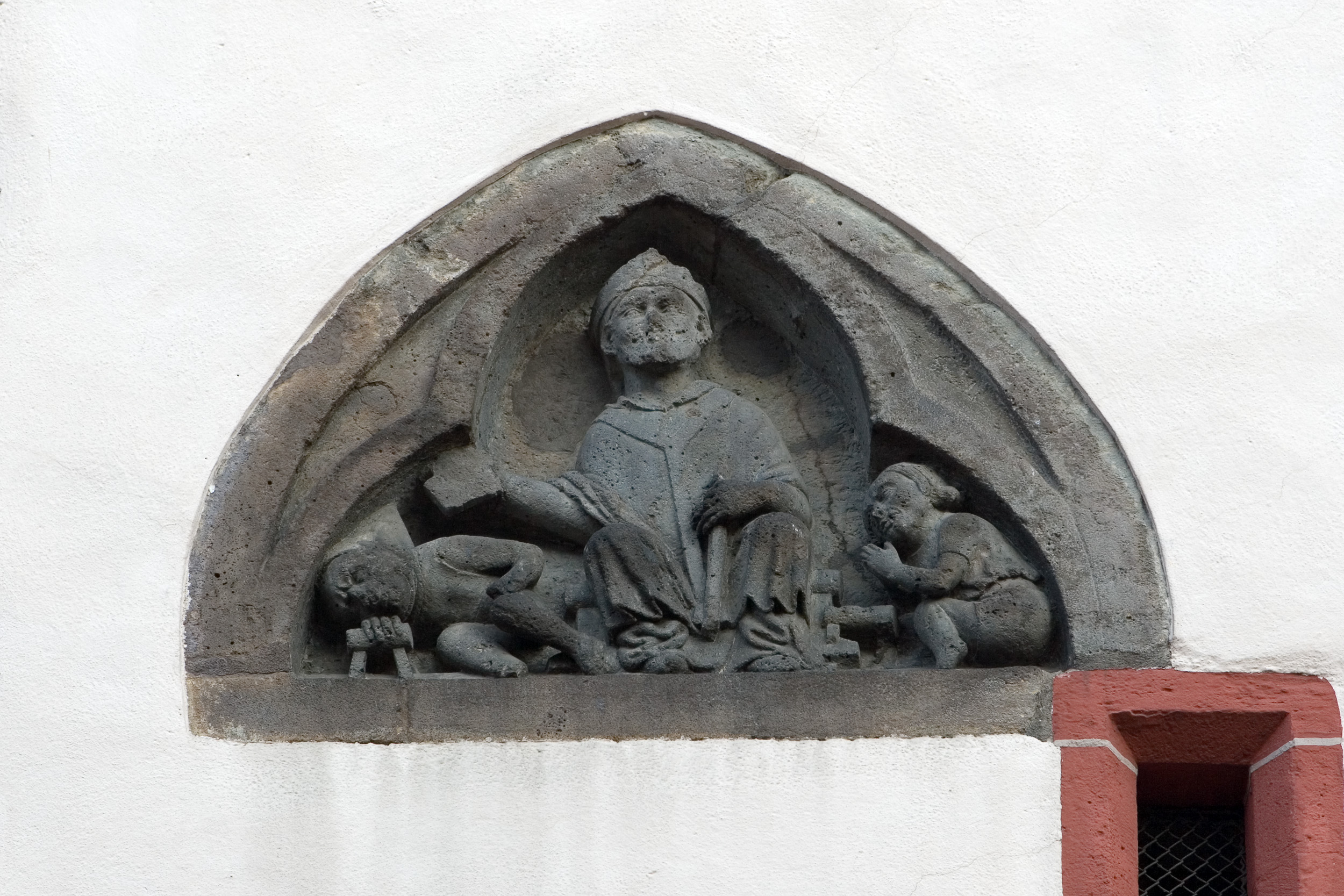
Vroeggotisch tympanon (circa 1250)
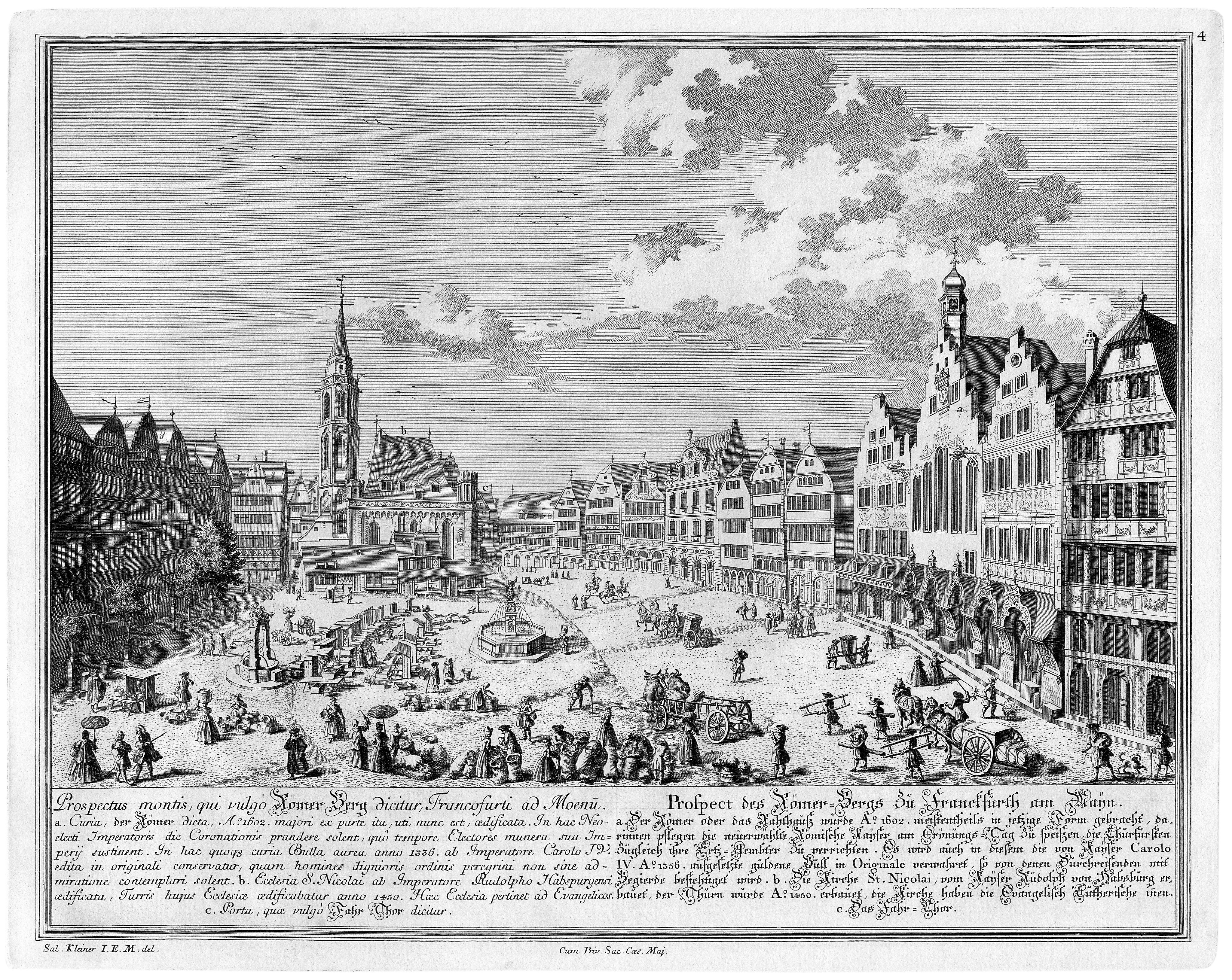
De kerk circa 1725
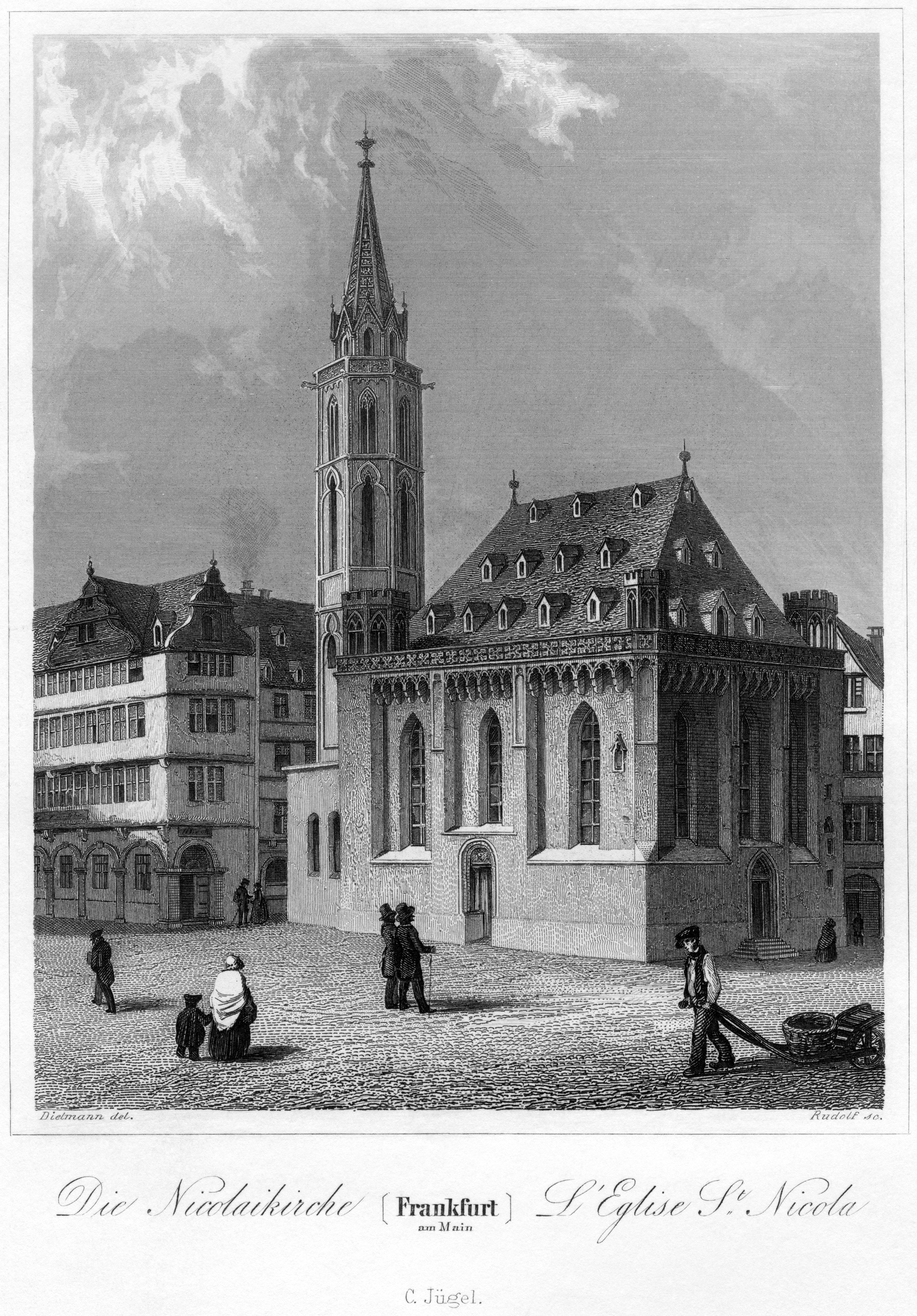
De kerk in 1845
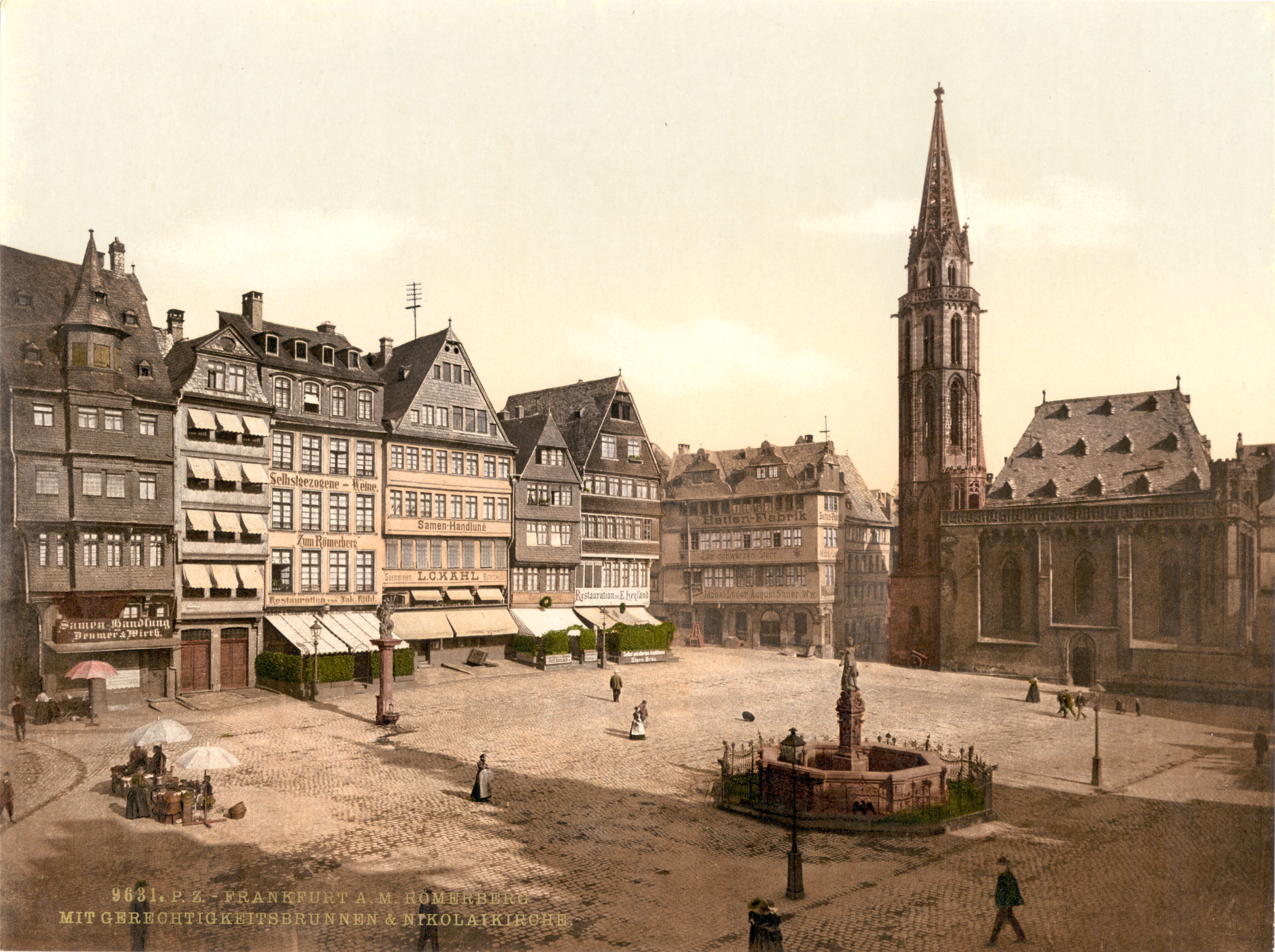
Ansichtkaart van de kerk 1900